# Anchicubaris
Anchicubaris es una género de crustáceo isópodo terrestre de la familia Armadillidae.

## Especies
Se han identificado tres especies en el género:
- Anchicubaris annobonensis Schmalfuss & Ferrara, 1983
- Anchicubaris fongosiensis Collinge, 1920
- Anchicubaris scoriformis Collinge, 1945